# Amitermitinae

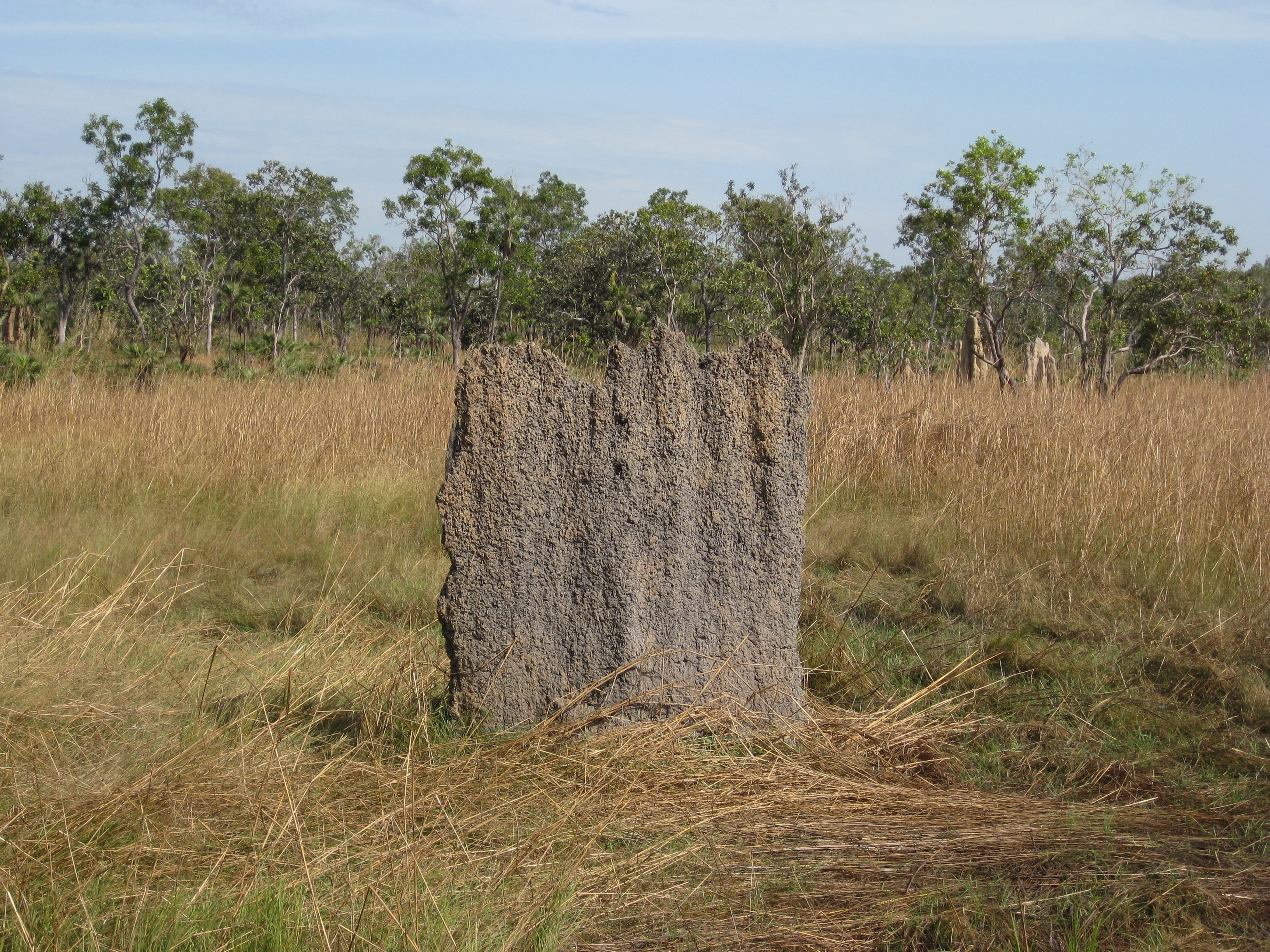
«Компасные», или «магнитные» термитники вида Amitermes meridionalis (Австралия) достигают 4 м в высоту и 3 м в длину

Amitermitinae (лат.) — подсемейство термитов из семейства Termitidae.

## Описание
Мелкие термиты. У имаго и рабочих левая мандибула с апикальным зубом (LAt) короче, чем маргинальные зубцы (LMt), за исключением нескольких родов, таких как: Ahamitermes и Invasitermes, или Orthognathotermes. Кишечник рабочих с илеумом (P1) трубчатый, расширенный или шаровидный, без петли вентрально; каждая пара мальпигиевых канальцев объединена в одно основание (или узелок), за исключением Prohamitermes, у которого каждый каналец заканчивается собственным узелком. Солдаты обычно имеют грушевидную форму головы и лишены лобного выступа (за исключением Eremotermes и Dentispicotermes).
Виды питаются на различных субстратах, включая почву, древесину (в том числе сухие травы) и границу между почвой и древесиной. Представители рода Invasitermes считаются видами без касты солдат.

## Распространение
Встречаются повсеместно в тропиках и субтропиках.

## Систематика
Подсемейство было впервые выделено в 1934 году. Группу рассматривали в составе подсемейства Termitinae в родовой группе Amitermes. В 2024 году в ходе реклассификации современных групп термитов таксон был восстановлен и выделен в отдельное подсемейство Amitermitinae в составе 14 родов. Подсемейство Amitermitinae рассматривается как сестринское к Promirotermitinae.
Подсемейство наиболее сходно с Promirotermitinae, у которых положение энтерального клапана (P2), т.е. впадение P1 в желудок (P3), происходит на правой стороне брюшка (а не на левой, как у Microcerotermitinae, Mirocapritermitinae и Neocapritermitinae). Amitermitinae можно отличить от промиротермитинов по следующим признакам: P1 от трубчатого до вздутого (всегда вздутый у Promirotermitinae); мандибулы солдата различной формы, от дробящих, колющих, режущих до симметрично щелкающих (всегда симметрично щелкающие у Promirotermitinae); голова солдата грушевидная без лобного выступа (заметный лобный бугорок или выступ присутствует у Promirotermitinae).
- Ahamitermes Mjöberg
- Amitermes Silvestri
- Dentispicotermes Emerson
- Drepanotermes Silvestri
- Eremotermes Silvestri
- Globitermes Holmgren
- Gnathamitermes Light
- Hoplotermes Light
- Incolitermes Gay,
- Invasitermes Miller[4]
- Orthognathotermes Holmgren
- Prohamitermes Holmgren
- Pseudhamitermes Holmgren
- Synhamitermes Holmgren.